# Anthony Pilkington
Anthony Pilkington (Blackburn, 1988. június 6. –) Angliában született ír válogatott labdarúgó, az angol Fleetwood Town szélsője. 